# Núria Martínez
Núria Martínez Prat (Mataró, 29 de febrero de 1984) es una jugadora de baloncesto española.

## Trayectoria
Juega en la posición de base, mide 1,74 m y es una de las jugadoras más reconocidas del baloncesto español. Ha jugado en la liga española, americana, italiana, rusa y turca. En la temporada 05/06, Nuria fue campeona de liga y Copa de la Reina de Baloncesto con el Perfumerías Avenida. En 2010 ficha por el Ros Casares Valencia. Militó en el Liomatic Umbertide y Familia Schio Basket en la Liga Italiana, y en el Kayseri Kaski y Galatasaray Odeabank de la Liga Turca. 
En 2014 fichó el Galatasaray Odeabank con quien se proclamó campeona de la Liga Turca 2014-15.
En Kayseri ha sido la jugadora puntal, donde está promediando en la Liga Eurocup 30 min/ 3,5 asistencias/ 10 puntos por partido.
Desde la temporada 2017-18, Núria Martínez milita en el equipo catalán Spar City Lift Uni Girona, donde se ha proclamado subcampeona de Liga Femenina y de la Copa de la Reina, siendo tercer mejor asistente con una media de 4,27 asistencias por partido y segunda mejor defensora de la liga con una media de 2,35 recuperaciones por partido.
En la temporada 2018-19, Núria se proclama campeona de liga y subcampeona de la reina con el Spar Citylift Girona.
Ha jugado en la WNBA, con Sacramento Monarchs (drafteada el 2004), y dos temporadas con Minnesota Lynx.

Con la selección española participó en los Juegos Olímpicos de Atenas 2004 y de Pekín 2008, así como ha conseguido medallas en campeonatos Europeos y Mundiales.
Ha sido internacional con la selección española Absoluta de 3x3 el año 2018 y 2019, participando al Mundial de esta modalidad.
El 2 de julio de 2020 anunció su retirada como profesional con 36 años.
En su despedida como profesional, deja abierta la puerta para la modalidad de 3x3 donde en 2019 se proclamó subcampeona de Europa Fiba 3x3.
Un año más tarde, en junio de 2021, Núria anunció que volvía a jugar y se hizo oficial su fichaje por el Sant Adrià para la temporada 2021-2022 en la LF Challenge. El 18 de febrero ficha por el equipo Barça CBS para ayudar a su ascenso a liga femenina

## Clubes
| Club                          | País           | Periodo   |
| ----------------------------- | -------------- | --------- |
| Unió Esportiva Mataró         | España         | 1994-1997 |
| Salle Bonanova                | España         | 1997-1998 |
| UB FC Barcelona               | España         | 2000-2003 |
| Perfumerias Avenida Salamanca | España         | 2003-2006 |
| Dynamo Moscow                 | Rusia          | 2006-2008 |
| Sacramento Monarchs           | Estados Unidos | 2008      |
| Famila Weber Schio            | Italia         | 2008-2009 |
| Famila Weber Schio            | Italia         | 2008-2009 |
| Geas Sesto San Giovanni       | Italia         | 2009-2010 |
| Minnesota Lynx                | Estados Unidos | 2010      |
| Ros Casares Valencia          | España         | 2010-2011 |
| Liomatic Umbertide            | Italia         | 2011-2012 |
| Kayseri Kaski Spor            | Turquía        | 2012-2014 |
| Galatasaray Odeabank Istanbul | Turquía        | 2014-2016 |
| Famila Schio                  | Italia         | 2016-2017 |
| Uni Girona                    | España         | 2018-2020 |
| Femeni Sant Adria             | España         | 2021-2022 |
| Barça CBS                     | España         | 2021-2022 |

## Palmarés
Clubs
- 1 FIBA EuroCup femenina: 2006-07
- 3 Liga Femenina: 2002-03, 2005-06, 2018-19
- 2 Copa de la Reina: 2004-05, 2005-06
- 1 Supercopa de España: 2019-20
- 5 Liga Catalana: 2000-01, 2001-02, 2017-18, 2018-19, 2019-20
- 1 Liga turca: 2014-15

## Palmarés con la selección española

#### Absoluta
- Eurobasket 2007 ( Italia)
- Mundial 2014 ( Turquía)
- Eurobasket 2003 ( Grecia)
- Eurobasket 2005 ( Turquía)
- Mundial 2010 ( República Checa)
- Eurobasket 2015 ( Hungría– Rumania)

#### Categorías inferiores
- Europeo U16 1999 ( Tulcea)

## Currículum
Coach & Management
- Seleccionadora España 3x3: FIBA World Cup 2022 (5.ª posición)
- Directora Deportiva FC Barcelona (Liga Femenina)

A partir del 2018, debuta en el equipo de la selección española absoluto de 3x3.

## Participaciones en competiciones oficiales 3x3 FIBA
- FIBA 3x3 World Cup 2018 (Manila, Philippines) - Friday, 8 de junio de 2018 - Tuesday, 12 de junio de 2018: 7.ª posición
- FIBA 3x3 Europe Cup Qualifier Andorra 2018 (Escaldes, Andorra) - Saturday, 23 de junio de 2018 - Sunday, 24 de junio de 2018: 3.ª posición
- FIBA 3x3 Europe Cup 2018 (Bucharest, Romania) -Friday, 14 de septiembre de 2018 - Sunday, 16 de septiembre de 2018: 3.ª posición
- FIBA 3x3 World Cup 2019 (Ámsterdam, Netherlands) - Friday, 8 de julio de 2018 - Tuesday, 12 de julio de 2018: 5.ª posición
- FIBA 3x3 Europe Cup Qualifier  2019: 2nd position

FIBA 3x3 Europe Cup 2019 (Hungría) -Friday, 30 de agosto de 2018 - Sunday, 1 de septiembre de 2019: 2.ª posición